# 慈憲一
慈 憲一（うつみ けんいち、1966年 - ）は、日本の実業家、デザイナー。
建築、ビジュアルコミュニケーション、イベント企画、出版デザインなど、神戸市灘区を中心に地元、地域に根ざしたデザイン業務に携わる。

## 概要
兵庫県神戸市灘区出身。兵庫県立神戸高等学校卒業、千葉大学工学部卒業。大学時代より地元を離れて東京都江戸川区で暮らしていた。東京のデザイン事務所に勤務し、工業デザインの仕事をしていたが、阪神・淡路大震災を機に帰郷して灘区で暮らすようになり現在に至る。
野本馨子と有限会社六甲技研設立。

## 人物
地元である神戸市灘区を愛し、自分の住んでいる町のことで分からないことは無く、灘を極めし者「ナディスト」と呼ばれている。
活動を行うきっかけとなったのは、阪神淡路大震災が起き、暗い空気の中で少しでもまちと関わりたいと思ったことから。人を笑わせることが好きであり、常に笑いを意識してイベントを企画してきた。

## 摩耶観光ホテルを観光地に
「摩耶山再生の会」という団体の事務局長を行っている。会では摩耶山に存在する摩耶観光ホテルなどの廃墟を巡るツアーを企画している。かつて摩耶観光ホテルは所有者によって取り壊される計画がされていたものの、撤去費用が高額で壊せないでいた頃に、慈憲一は逆にホテルを巡るツアーを実施して、このツアーが当たれば観光資源になると考えて実行した。その結果、このツアーはチケットがすぐに売り切れるという人気ツアーになった。